# جایزه بزرگ هلند ۱۹۵۳
جایزه بزرگ هلند ۱۹۵۳ (انگلیسی: ‎1953 Dutch Grand Prix‎) یک مسابقهٔ موتوری در رشتهٔ اتومبیل‌رانی فرمول یک بود که در تاریخ ۷ ژوئن ۱۹۵۳ در پیست زاندفورت واقع در زاندفورت، هلند برگزار شد. این گراند پری در میان ۹ گراند پری در فصل ۱۹۵۳، مسابقهٔ شمارهٔ ۳ بود.
در این مسابقه که در ۹۰ دور و به مسافت ۳۷۷٫۳۷۰ کیلومتر (۲۳۴٫۴۸۷ مایل) برگزار شد، پول پوزیشن توسط آلبرتو اسکاری کسب شد و سریع‌ترین زمان برای طی یک دور پیست که برابر با ۱:۵۲٫۸ بود نیز توسط لوییجی ویلورزی به ثبت رسید.
آلبرتو اسکاری از تیم فراری، نینو فارینا از تیم فراری و خوزه فریلان گونزالز از تیم مازراتی به‌ترتیب مقام‌های اول تا سوم مسابقه را کسب کردند.

## رده‌بندی قهرمانی پس از مسابقه
| رده‌بندی قهرمانی رانندگان \| \| جایگاه \| راننده \| امتیاز \| \| -------- \| ------ \| -------------- \| ------ \| \| \| ۱ \| آلبرتو اسکاری \| ۱۷ \| \| \| ۲ \| بیل ووکوویچ \| ۹ \| \| \| ۳ \| لوییجی ویلورزی \| ۷ \| \| ۲۶ \| ۴ \| نینو فارینا \| ۶ \| \| ۱ \| ۵ \| آرت کراس \| ۶ \| \| منبع:[۱] \| \| \| \| |        |                |        |
| | جایگاه | راننده         | امتیاز |
| | ۱      | آلبرتو اسکاری  | ۱۷     |
| | ۲      | بیل ووکوویچ    | ۹      |
| | ۳      | لوییجی ویلورزی | ۷      |
| ۲۶ | ۴      | نینو فارینا    | ۶      |
| ۱ | ۵      | آرت کراس       | ۶      |
| منبع: |        |                |        |

یادداشت
- تنها پنج جایگاه نخست از هر رده‌بندی نمایش داده شده‌است.